# 1989 en Tunisie
Chronologie de la Tunisie
- 1985
- 1986
- 1987
- 1988
- 1989
- 1990
- 1991
- 1992
- 1993

Cet article présente les faits marquants de l'année 1989 en Tunisie ou relatifs à la Tunisie.

## Événements
- 17 février : l’Union du Maghreb arabe est créée par l’Algérie, la Libye, le Maroc, la Mauritanie et la Tunisie[1].
- 2 avril : les élections législatives et présidentielles anticipées sont organisées[2] ; Zine el-Abidine Ben Ali (seul candidat en lice) est élu président avec 99,27 % des voix.
- 5-6 juin : le président français François Mitterrand est en visite officielle en Tunisie[3].
- 27 juin : la Chambre des députés vote une loi d'amnistie générale qui permet à 5 416 personnes, condamnées de l'aube de l'indépendance au 7 novembre 1987 pour raisons politiques ou syndicales, de recouvrer leurs droits civiques et politiques.
- 27 septembre : le Premier ministre Hédi Baccouche est remplacé par Hamed Karoui[3].

## Sports

### Athlétisme
- Championnats de Tunisie d'athlétisme 1989

### Football
- Équipe de Tunisie de football en 1989
- Championnat de Tunisie de football 1988-1989
- Championnat de Tunisie de football 1989-1990
- Coupe de Tunisie de football 1988-1989
- Coupe de Tunisie de football 1989-1990

### Handball
- Championnat de Tunisie masculin de handball 1988-1989
- Championnat de Tunisie masculin de handball 1989-1990

### Volley-ball
- Championnat de Tunisie masculin de volley-ball 1988-1989
- Championnat de Tunisie masculin de volley-ball 1989-1990

## Naissances en 1989
- Naissance en Tunisie en 1989

## Décès en 1989
- Décès en Tunisie en 1989